# Renner Corner
Renner Corner es un lugar designado por el censo ubicado en el condado de Minnehaha en el estado estadounidense de Dakota del Sur. En el Censo de 2010 tenía una población de 305 habitantes y una densidad poblacional de 91,36 personas por km².

## Geografía
Renner Corner se encuentra ubicado en las coordenadas 43°38′55″N 96°42′13″O / 43.64861, -96.70361. Según la Oficina del Censo de los Estados Unidos, Renner Corner tiene una superficie total de 3.34 km², de la cual 3.33 km² corresponden a tierra firme y (0.16%) 0.01 km² es agua.

## Demografía
Según el censo de 2010, había 305 personas residiendo en Renner Corner. La densidad de población era de 91,36 hab./km². De los 305 habitantes, Renner Corner estaba compuesto por el 96.39% blancos, el 0.66% eran afroamericanos, el 0.98% eran amerindios, el 0% eran asiáticos, el 0% eran isleños del Pacífico, el 1.31% eran de otras razas y el 0.66% pertenecían a dos o más razas. Del total de la población el 1.31% eran hispanos o latinos de cualquier raza.